# Georgi Donew (zapaśnik)
Georgi Donew (bg. Георги Донев; ur. 25 maja 1958 w Sewliewie) – bułgarski zapaśnik walczący w stylu klasycznym. Olimpijczyk z Moskwy 1980, gdzie zajął ósme miejsce w kategorii do 57 kg.
Szósty na mistrzostwach świata w 1979 i piąty na mistrzostwach Europy w 1979 roku.
- Turniej w Moskwie 1980

Pokonał Pertti Ukkolę z Finlandii, a przegrał z Józefem Lipieniem i Benni Ljungbeckiem ze Szwecji.